# 明治製菓
明治製菓股份有限公司（日语：明治製菓株式会社，東證1部：22021949年5月16日〜2009年3月25日）是一家生產糖果點心與葯物的日本公司，產品包括Hello Panda與欣欣杯等，對手包括江崎固力果、河馬屋、不二家、樂天與森永製菓等公司。

## 大事紀年
- 1916年（大正5年）10月9日 東京菓子成立，為明治製菓前身
- 1916年（大正5年）12月 明治製糖的製菓部門獨立為「大正製菓」
- 1917年（大正6年）3月 東京菓子與大正製菓合併，是明治製糖的子公司
- 1924年（大正13年）改名「明治製菓」
- 1925年（大正14年）川崎工廠完工（1989年關廠）
- 1946年（昭和21年）正式生產青霉素，藥品事業開始
- 1955年（昭和30年）大阪工廠成立
- 1969年（昭和44年）東海工廠成立
- 1971年（昭和46年）岐阜工廠成立
- 1974年（昭和49年）在新加坡與印尼成立合資公司
- 1979年（昭和54年）在泰國成立合資公司
- 1985年（昭和60年）在美國成立合資公司
- 1986年（昭和61年）在台灣成立合資公司
- 1989年（平成1年）在法國成立合資公司
- 1990年（平成2年）成立汕頭明治
- 1993年（平成5年）成立廣州明治
- 2004年（平成16年）成立上海明治
- 2011年（平成23年）4月1日 改名「Meiji Seika Pharma」，保留醫療用藥品部門，菓子、食品、一般用藥品部門則移交「株式会社明治」（原明治乳業）。

## 生產地點

### 工廠
- 東海工場：位於靜岡縣藤枝市
- 大阪工場：位於大阪府高槻市
- 岐阜工場：位於岐阜縣本巢郡北方町，專門生產藥品

### 研究所
- 橫濱研究所：位於神奈川縣橫濱市港北區。

### 已關閉
- 川崎工場：位於神奈川縣川崎市，於1989年關閉。

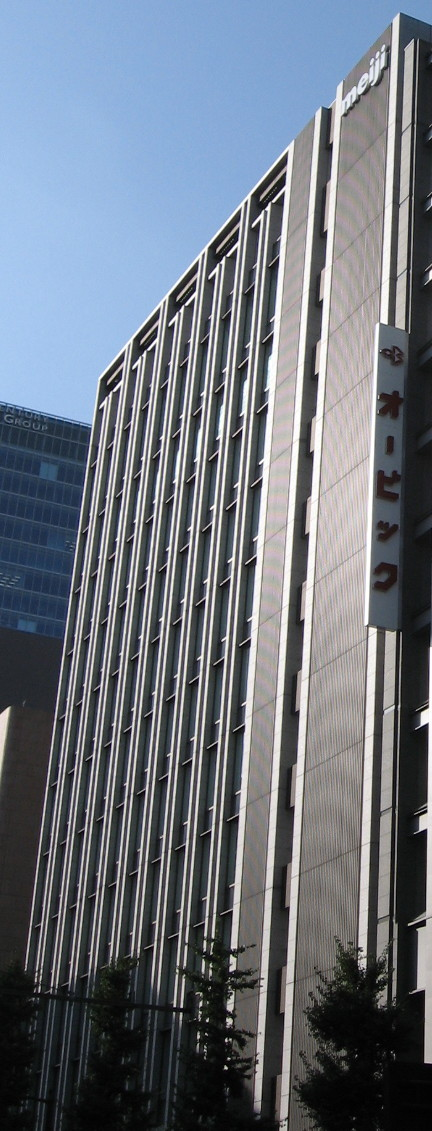
明治製菓東京總部

明治早期商標

## 外部連結
- 株式会社 明治 （页面存档备份，存于）